# Calle Siete Revueltas (Sevilla)
La calle Siete Revueltas es una vía pública de la ciudad española de Sevilla.

## Descripción
La vía discurre desde la calle Don Alonso el Sabio hasta Alcaicería de la Loza, junto a la plaza de Jesús de la Pasión. Aparece descrita en la Noticia histórica del origen de los nombres de las calles de esta ciudad de Sevilla (1839) de Félix González de León con las siguientes palabras:

Calle de las Siete Revueltas. Se halla situada en el cuartel B. y en la parroqua del Salvador. Se nombra así porque en efecto tiene siete vueltas. Nada hay en ella de particular, es muy angosta y pasa de la calle del Burro, á la plaza del Pan.
(González de León, 1839, p. 415)